# Bartosze
Bartosze (niem. Bartossen) – wieś w Polsce położona w województwie warmińsko-mazurskim, w powiecie ełckim, w gminie Ełk.
| SIMC    | Nazwa   | Rodzaj     |
| ------- | ------- | ---------- |
| 0756152 | Judziki | przysiółek |

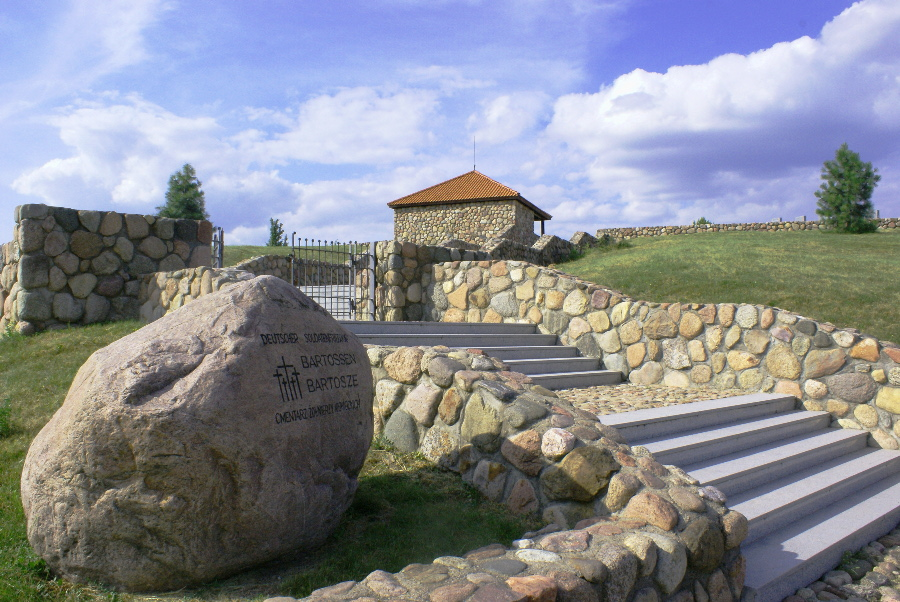
Cmentarz wojenny w Bartoszach

W 1885 wieś zamieszkiwało 326 osób, w 1925 308 osób, w 1933 321 osób, a w 1939 333 osoby. Od 18 sierpnia 1938 wieś nosiła nazwę Bartendorf na skutek urzędowej germanizacji polsko brzmiących nazw miejscowości. Po przyłączeniu Mazur do Polski powrócono do tradycyjnej nazwy. W latach 1945–1975 wieś należała administracyjnie do województwa białostockiego, a w latach 1975–1998 do województwa suwalskiego.
We wsi, na wzgórzu nieopodal drogi krajowej K16 znajduje się niemiecki cmentarz wojenny, na którym spoczywają polegli żołnierze niemieccy z I i II wojny światowej. Znaczna część grobów została ekshumowana i przeniesiona do Bartosz z ełckiego cmentarza komunalnego. 
W pobliskim lesie znajduje się rezerwat faunistyczny „Ostoja bobrów Bartosze” - o powierzchni 190 ha. W rezerwacie ochronie podlega populacja bobra europejskiego (Castor fiber), żyjącej na bagnistym terenie na brzegu jeziora Szarek. W otoczeniu bory sosnowe.
We wsi jest przystanek kolejowy Bartosze.